# Škoda Kamiq (China)

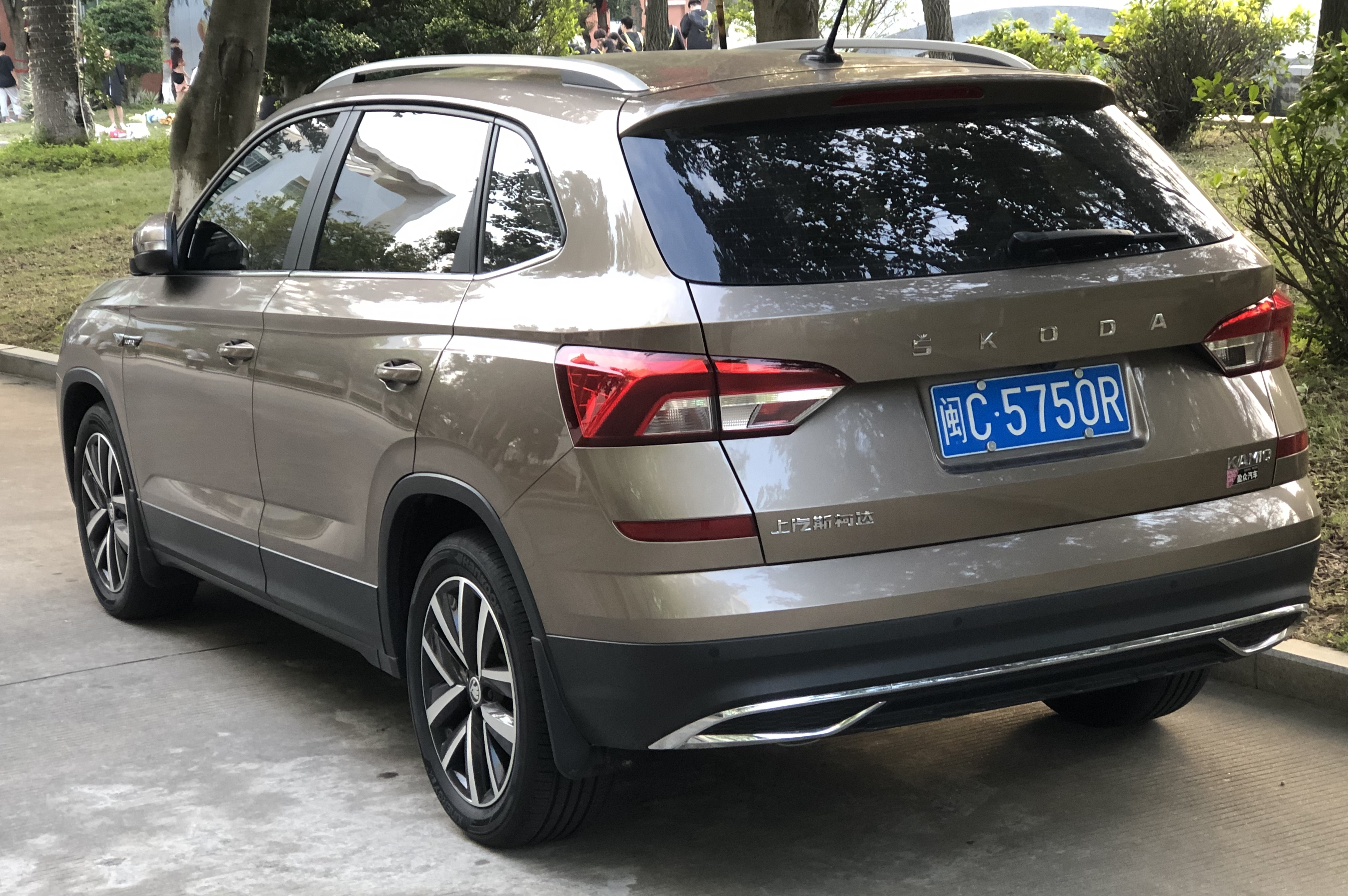
Heckansicht

Der Škoda Kamiq ist ein PKW-Modell des chinesisch-deutsch-tschechischen Automobilhersteller-Joint-Ventures SAIC Škoda. Das in Yizheng nur für den chinesischen Markt gebaute „Sports Utility Vehicle“ (SUV) wurde am 23. April 2018 im Rahmen der Beijing Auto Show vorgestellt und wird seit Juni 2018 verkauft.

## Technik
Das Fahrzeug wird von einem 1,5-Liter-Ottomotor mit Turboaufladung angetrieben. Vom Motor wird das Drehmoment je nach Modell über ein Doppelkupplungsgetriebe mit sechs Gängen oder ein manuell zu schaltendes Fünfganggetriebe auf die Vorderräder übertragen. Ein Allradantrieb ist nicht verfügbar.
Der Kamiq basiert auf der Plattform PQ 34 des VW Cross Lavida, nach anderen Quellen auf der Plattform PQ25. Das Fahrzeug erinnert an die anderen SUV-Modelle Škodas. Die Rücklichter sind laut Presse wesentlich einfacher gestaltet als bei den anderen Škoda-SUVs Kodiaq und Karoq.

## Technische Daten
|                                            | 1.5 TSI                          | 1.5 TSI                          | 1.5 TSI                          |
| ------------------------------------------ | -------------------------------- | -------------------------------- | -------------------------------- |
| Bauzeitraum                                | seit 05/2023                     | 06/2018–04/2020                  | 06/2019–05/2023                  |
| Motorbaureihe                              | VW EA211 evo                     | VW EA211 evo                     | VW EA211 evo                     |
| Motorart                                   | Ottomotor                        | Ottomotor                        | Ottomotor                        |
| Motortyp                                   | Reihenbauart, Direkteinspritzung | Reihenbauart, Direkteinspritzung | Reihenbauart, Direkteinspritzung |
| Zylinder/Ventile                           | 4/16                             | 4/16                             | 4/16                             |
| Hubraum                                    | 1498 cm³                         | 1498 cm³                         | 1498 cm³                         |
| max. Leistung                              | 80 kW (109 PS) bei 6200 min−1    | 81 kW (110 PS) bei 6000 min−1    | 82 kW (111 PS) bei 6100 min−1    |
| max. Drehmoment                            | 141 Nm bei 4000 min−1            | 150 Nm bei 3800 min−1            | 145 Nm bei 4000 min−1            |
| Antriebsart                                | Vorderradantrieb                 | Vorderradantrieb                 | Vorderradantrieb                 |
| Getriebeart, Serie                         | 6-Gang-Automatikgetriebe         | 5-Gang-Schaltgetriebe            | 5-Gang-Schaltgetriebe            |
| Getriebeart, Option                        | —                                | (6-Gang-Doppelkupplungsgetriebe) | (6-Gang-Doppelkupplungsgetriebe) |
| Leergewicht                                | 1305 kg                          | 1260–1270 kg (1305 kg)           | 1260–1270 kg (1305 kg)           |
| Beschleunigung, 0–100 km/h                 | 13,8–14,5 s                      | 12,8 s (13,8 s)                  | 12,8 s (13,8 s)                  |
| Höchstgeschwindigkeit                      | 178 km/h                         | 178 km/h (178 km/h)              | 178 km/h (178 km/h)              |
| Kraftstoffverbrauch auf 100 km, kombiniert | 6,7 l Super                      | 6,3 l Super (6,0 l Super)        | 6,0 l Super (6,0 l Super)        |
| Tankinhalt                                 | 53 l                             | 55 l                             | 55 l                             |
| Abgasnorm                                  | China VI b                       | China V                          | China VI                         |

## Škoda Kamiq GT

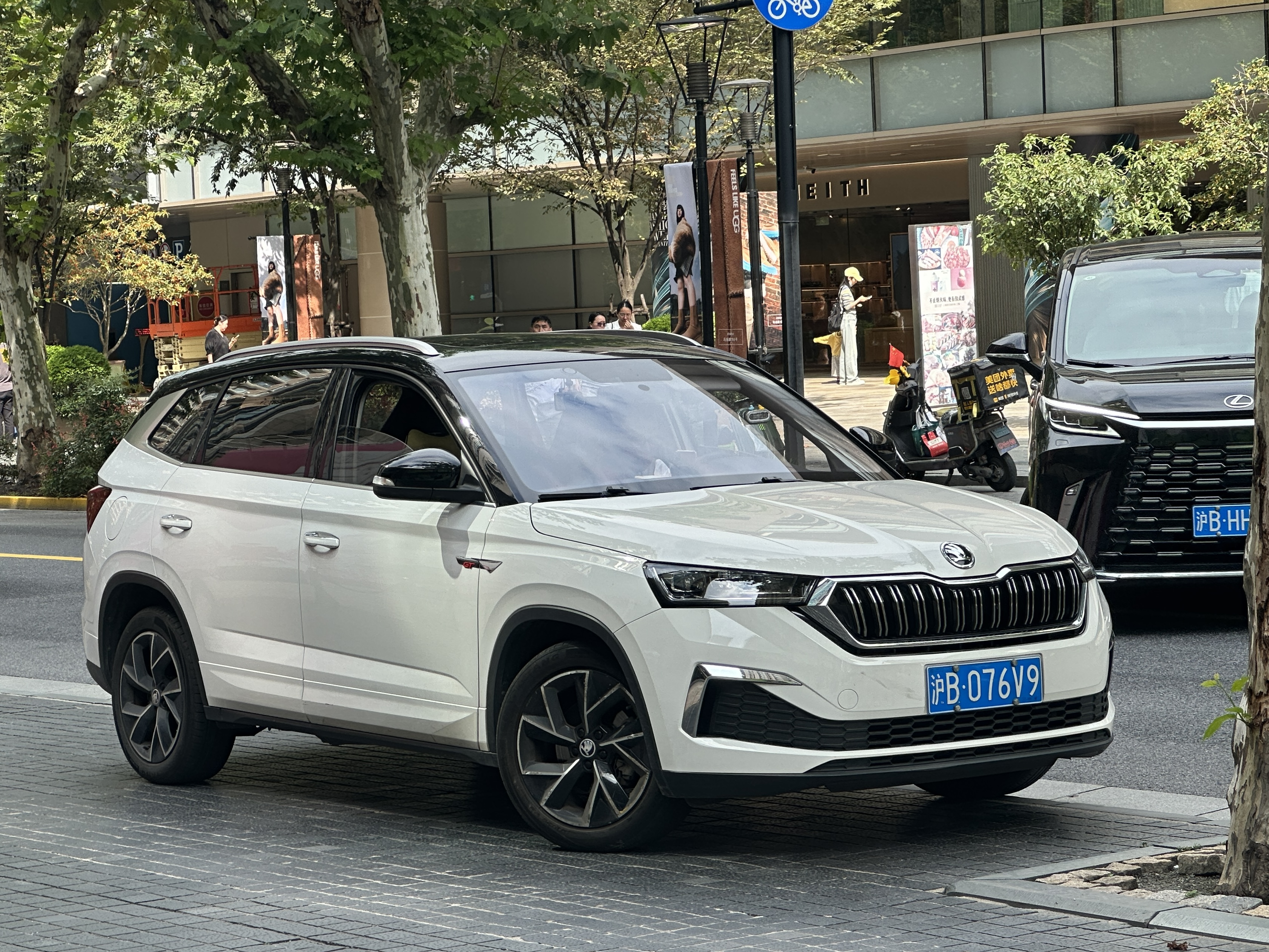
Škoda Kamiq GT

Ebenfalls ausschließlich für den chinesischen Markt bestimmt, präsentierte Škoda am 4. November 2019 den Kamiq GT – eine 4,41 m lange Variante auf Basis des chinesischen Kamiq mit einer veränderten Karosserie.